# Luis Helguera
Luis Helguera Bujía (Ferrol, La Coruña, España, 9 de junio de 1976) es un exfutbolista, entrenador y director deportivo español. Jugaba como centrocampista. Es hermano del también exfutbolista Iván Helguera. Actualmente ejerce como director deportivo de la Unión Deportiva Las Palmas.

## Biografía
Hijo de padre santanderino y madre ferrolana, se crio en Santander desde que tenía pocos días de edad y ha afirmado públicamente considerarse cántabro. Como futbolista en militó en el C. D. Manchego, Real Zaragoza, Udinese, Deportivo Alavés, Fiorentina, Ancona, Vicenza y S. D. Huesca.
Tras su retirada de los terrenos de juego trabajó como director deportivo de la S. D. Huesca, equipo con el que obtuvo el ascenso a la Segunda División de España la temporada 2014-15. El verano de 2015 fichó como secretario técnico por la Unión Deportiva Las Palmas en la Primera División de España.
En abril de 2018 dejó el club amarillo para marchar como secretario técnico al Levante U. D., en el que permaneció desde mayo de 2018 hasta finales de junio de 2019. En marzo de 2020 volvió a la secretaría de la U. D. Las Palmas. En enero de 2023 renovó su contrato hasta 2026.

## Clubes

### Como jugador
| Club                      | País   | Año       |
| ------------------------- | ------ | --------- |
| C. D. Manchego            | España | 1995-1997 |
| Real Zaragoza             | España | 1997-2000 |
| Udinese Calcio            | Italia | 2000-2002 |
| Deportivo Alavés (cedido) | España | 2002-2003 |
| A. C. F. Fiorentina       | Italia | 2003-2004 |
| A. C. Ancona (cedido)     | Italia | 2004-2005 |
| Vicenza Calcio            | Italia | 2005-2008 |
| S. D. Huesca              | España | 2008-2013 |

### Como entrenador
| Club                          | País   | Año  |
| ----------------------------- | ------ | ---- |
| S. D. Huesca (2.º entrenador) | España | 2013 |